# 拳擊機器人大戰
拳擊機器人大戰（英語：Rock 'Em Sock 'Em Robots）是一組由兩名玩家遊玩的玩具和遊戲，為Marvin Glass and Associates所設計並由馬克思玩具公司於1964年首次生產。它是透過操縱兩個拳擊機器人（一紅一藍）來進行決鬥，當擊倒其中一方時，遊戲就會結束。美泰兒於2000年代推出了體積更小的機器人玩具。

## 版本
這款遊戲於1970年代在英國上市，當時名為Raving Bonkers。之後，馬克思玩具公司還在1977年推出了拳擊機器人大戰的更新版本，稱為「Clash of the Cosmic Robots」。它以太空时代風格的機器人為特色，其靈感來自5月份上映的電影《星際大戰》的成功。此後，拳擊機器人大戰開始陸續推出了各式各樣風格的版本（如《變形金剛》），而不再局限於一紅一藍的機器人外型。
2006年，Full Fat推出了一款以此為題材的同名電子遊戲，但評價不佳。

## 外部連結
- Rock'em Sock'em Robots 美泰兒官方商店上的拳擊機器人大戰